# مورغان كولت
مورغان كولت (بالإنجليزية: Morgan Colt) هو مهندس معماري وحرفي ورسام أمريكي، ولد في 11 سبتمبر 1876 في سوميت في الولايات المتحدة، وتوفي في 12 يونيو 1926 في نيو هوب في الولايات المتحدة.